# Erstad kärr
Erstad kärr este o arie protejată (arie de protecție specială avifaunistică — SPA) din Suedia întinsă pe o suprafață de 13,8 ha, integral pe uscat.

## Localizare
Centrul sitului Erstad kärr este situat la coordonatele 58°05′19″N 14°22′55″E / 58.0885°N 14.3819°E.

## Înființare
Situl Erstad kärr a fost declarat arie de protecție specială avifaunistică în iulie 2000 pentru a proteja 21 de specii de animale.

## Biodiversitate
Situată în ecoregiunea boreală, aria protejată nu include niciun habitat protejat.
La baza desemnării sitului se află mai multe specii protejate de  păsări (21): rață lingurar (Anas clypeata), rață cârâitoare (Anas querquedula), rață pestriță (Anas strepera), fâsă roșiatică (Anthus cervinus), pietruș (Arenaria interpres), Branta leucopsis, fugaci mic (Calidris minuta), fugaci pitic (Calidris temminckii),  prundaș gulerat mic (Charadrius dubius), chirighiță neagră (Chlidonias niger), pescăruș râzător (Larus ridibundus), sitar de mal nordic (Limosa lapponica), sitar de mâl (Limosa limosa), codobatura galbenă (Motacilla flava), culic mare (Numenius arquata), notatița cu ciocul subțire (Phalaropus lobatus), bătăuș (Philomachus pugnax), ploier auriu (Pluvialis apricaria), corcodel-urechiat (Podiceps auritus), chiră de baltă (Sterna hirundo), fluierar de mlaștină (Tringa glareola).